# Hejtmanka (usedlost)
Hejtmanka je zaniklá usedlost v Praze 8-Libni s původním čp. 103, která se nacházela v areálu Fakultní nemocnice Bulovka.

## Historie
Hejtmanka stála východně od usedlosti Bulovka. Tvořila ji obytná budova a hospodářské stavby na půdorysu písmene U, ke kterým patřila vinice. V polovině 19. století byla její majitelkou Františka Laštovková, roku 1896 je zapsána v majetku Milady Vránové.
Po 2. světové válce byl v budovách na jejím pozemku umístěn hřebčinec, později jako opuštěné chátraly. Zrekonstruovány byly roku 1992 pro potřeby nemocnice, která v nich má desinfekční stanici.